# 임병수 (가수)
임병수(林炳秀, 1960년 8월 8일~)는 대한민국의 가수, 작사가, 작곡가로, 충남 대전에서 태어났고, 한국계 볼리비아 이민자 출신이다.

## 생애
- 임병수는 1960년 8월 8일에 대전에서 7남 3녀 중 막내로 태어났다.
- 5살 때(1964년)에 부친이 남미주 소속 여러 국가에 이민 신청을 한 결과 볼리비아에서 가장 먼저 응답이 와 가족 모두가 이주하였다.
- 1980년 멕시코 남미 가요제에서 2위를 차지하였으며, 1984년 대한민국에서 '약속'으로 가요계에 정식 데뷔하였다.
- 이후 2집 〈사랑이란 말은 너무너무 흔해〉, 〈아이스크림 사랑〉등의 곡으로 인기를 모았다.
- 1985년에는 미국 유학 시절부터 알던 동갑내기 아내와 결혼하여 슬하 1녀를 두었다.
- 2008년 볼리비아에서 음반을 발매, 현지 차트 6위에 오르기도 했다.
- 가수 박강성과는 사적으로 음악학원 동기이기도 하다.

## 학력
- 미국 우드버리 대학교 국제경영학과 학사

## 발표 앨범
- 1집 (1984년) : 약속, 그대여, 사랑은 아름답지만은
- 2집 (1985년) : 사랑이란 말은 너무너무 흔해, 비야, 아이스크림 사랑, 하얀갈대
- 3집 (1986년) : 어떻게 얘기할까요, 아디오스 내사랑, 난 어지러워요, Come to Me
- 4집 (1988년) : 내게 다시 사랑을, 빗줄기 속에, 구름 같은 사람
- 5집 (1989년) : Amor mio, 사랑은 사랑대로 이별은 이별대로
- 6집 (1995년) : 너의 의미, 이별 없는 사랑
- 리패키지 (2002년) : 임병수 애창곡집 그리고 오리지날 트로트 베스트
- 7집 (2007년) : 이렇게 좋은데
- 8집 (2017년) : 이름
- 9집 (2019년) : 오라 오라

## 방송
- 2017년 MBC 《복면가왕》 가왕 되면 내가 쏜다! 포장마차 (참가자)